# Mad (czasopismo)
Mad – amerykański satyryczny magazyn komiksowy wydawany od roku 1952. Pierwszym redaktorem naczelnym pisma był Harvey Kurtzman, w magazynie publikowali m.in. Sergio Aragonés, Al Jaffee i Wally Wood. Aktualnie magazyn wydawany jest w sześciu krajach (w Niemczech, Brazylii, Australii, RPA, Hiszpanii oraz Holandii), w przeszłości istniało jeszcze siedemnaście edycji (m.in. brytyjska, francuska, kanadyjska, argentyńska, włoska, karaibska, tajwańska, izraelska i turecka).